# Masteria kaltenbachi
Masteria kaltenbachi – gatunek pająka z infrarzędu ptaszników i rodziny Dipluridae.
Gatunek ten opisany został po raz pierwszy w 1991 roku przez Roberta Ravena. Jako lokalizację typową wskazano południową okolicę wsi Nékilai na Nowej Kaledonii. Epitet gatunkowy nadano na cześć Alfreda Petera Kaltenbacha, który odłowił holotyp.
U jedynej zmierzonej samicy ciało ma 2,3 mm długości przy prosomie długości 1 mm i szerokości 0,7 mm, a opistosmie (odwłoku) długości 1 mm i szerokości 0,7 mm. Karapaks jest bladożółty, zaopatrzony w ośmioro oczu i krótką, dołkowatą jamkę. Jasnożółte szczękoczułki mają 10 ząbków na przedniej krawędzi bruzdy i 6 małych ząbków w nasadowo-środkowej części bruzdy. Barwa wargi dolnej, szczęk, sternum, nogogłaszczków i odnóży jest bladożółta. Pazurki nieparzyste odznaczają się siedzącymi ząbkami. Kolorystyka opistosomy jest jednolicie bladożółtawa. Genitalia samicy mają cztery odrębne, proste spermateki. Wewnętrzne z nich są krótsze.
Gatunek endemiczny dla Nowej Kaledonii, znany wyłącznie z lokalizacji typowej.